# 80 Days
80 Days es un juego de aventura conversacional desarrollado y distribuido por Inkle para dispositivos iOS el 31 de julio de 2014 y para Android el 16 de diciembre de 2014. Fue lanzado para Microsoft Windows y OS X el 29 de septiembre de 2015. Utiliza un sistema de narrativa ramificada, permitiendo al jugador tomar decisiones que afectan a la trama.

## Trama y jugabilidad
La trama está ligeramente basada en la novela de 1873 de Julio Verne La vuelta al mundo en ochenta días. Es el año 1872, y Monsieur Phileas Fogg ha realizado una apuesta en el Reform Club a que es capaz de rodear el mundo en ochenta días o menos. El juego sigue el curso de esta aventura, narrada por el sirviente de Phileas, Passepartout, cuyas acciones y decisiones están controladas por el jugador.
Después de dejar Londres en un tren submarino a París o un carro de transporte de correo a Cambridge, el jugador puede escoger su propia ruta alrededor del mundo, viajando de ciudad en ciudad. Cada ciudad y viaje contienen una narrativa única. Los desarrolladores estiman que en una vuelta completa al globo, los jugadores experimentarán aproximadamente un 2 % de las 750 000 palabras que contiene el juego.
En su función de asistente, los jugadores deberán dirigir las finanzas, el estado de salud de su maestro y gestionar el tiempo, así como comprar y vender objetos en distintos mercados alrededor del mundo. Las elecciones realizadas por el jugador pueden influir en gran medida sobre el desarrollo del viaje.
El juego tiene varios secretos, huevos de Pascua y finales ocultos, así como varias referencias a obras de Verne, incluyendo Veinte mil leguas de viaje submarino y De la Tierra a la Luna. El juego también se inspira en el género steampunk, presentando elementos como transporte mecánico inteligente, aerodeslizadores, sumergibles y una ciudad entera que camina con cuatro piernas gigantes.

## Recepción
El juego tiene una puntuación de 88/100 y 84/100 para iOS y PC respectivamente en Metacritic. Phil Cameron de The Daily Telegraph lo describió como «uno de los mejores ejemplos de narrativa ramificada creado hasta la fecha». AppleNApps dijo: «La historia es absolutamente magnífica con los pequeños giros que realiza, y los matices del clásico para mantenerte constantemente centrado en seguir adelante». Pocket Gamer mencionó que «es rico en ideas, brillantemente escrito, y nos presenta un mundo que querrás explorar una y otra vez». Gamezebo escribió: «80 Days tiene una sólida profundidad, [y] una gran historia... es un reto, pero uno inteligente». GrabItMagazine dijo: «El estudio Inkle merece un gran elogio por crear una forma accesible y, en definitiva, divertida para disfrutar de las obras clásicas de Verne».
Fue nombrado como Juego del Año de 2014 de Time. A pesar de ser un juego, el diario The Telegraph lo calificó como «una de las mejores novelas de 2014». El redactor principal, Meg Jayanth, ganó un premio del UK Writer's Guild por su trabajo en el proyecto.

El juego recibió cuatro nominaciones de BAFTA en 2015 por Mejor Juego Británico, Mejor Historia, Mejor Juego de Móvil e Innovación en Videojuegos, así como tres nominaciones de IGF en 2014, para Excelencia en Diseño, Excelencia en Narrativa y en la categoría de Gran Premio.